# Okres Toruň
Okres Toruň (Toruń; polsky Powiat toruński) je okres v polském Kujavsko-pomořském vojvodství. Rozlohu má 1229,71 km² a v roce 2020 zde žilo 109 565 obyvatel. Sídlem správy okresu je město Toruň, které však není jeho součástí, ale tvoří samostatný městský okres.

## Gminy
Městská:
- Chełmża

Vesnické:
- Czernikowo
- Chełmża
- Lubicz
- Łubianka
- Łysomice
- Obrowo
- Wielka Nieszawka
- Zławieś Wielka

## Město
- Chełmża

## Sousední okresy
| Růžice kompasu | Bydhošť    | Chełmno     | Wąbrzeźno     | Růžice kompasu |
| Růžice kompasu | Bydhošť    | Sever       | Golub-Dobrzyń | Růžice kompasu |
| Růžice kompasu | Bydhošť    | Okres Toruň | Golub-Dobrzyń | Růžice kompasu |
| Růžice kompasu | Bydhošť    | Jih         | Golub-Dobrzyń | Růžice kompasu |
| Růžice kompasu | Inowrocław | Aleksandrów | Lipno         | Růžice kompasu |